# برج واردن‌کلیف
برج واردن‌کلیف (به انگلیسی: Wardenclyffe Tower) که با نام برج تسلا نیز شناخته می‌شود یک ایستگاه آزمایشی انتقال امواج بیسیم طراحی و ساخته شده توسط نیکولا تسلا در روستای شورهام واقع در نیویورک در سال ۱۹۰۱–۱۹۰۲ بود.

تسلا در نظر داشت که پیام، تماس و حتی فکس را از اقیانوس اطلس به انگلیس و همچنین به کشتی‌ها منتقل کند که این کار بر اساس نظریه او مبنی بر انتقال سیگنال‌ها از طریق زمین بود. او به دنبال افزایش امکانات و ایده انتقال بی‌سیم توان الکتریکی (برق) برای رقابت بهتر با رادیو گولیلمو مارکونی که بر پایه سیستم تلگراف بود تلاش کرد اما حامی اصلی پروژه، جی پی مورگان با تأمین بودجه تغییرات برج مخالفت کرد. این پروژه در سال ۱۹۰۶ رها شد و هیچگاه عملی نشد.
در یک تصمیم برای تسویه بدهی‌های تسلا، این برج در ۱۹۱۷ جهت فروش ضایعات فلزیش تخریب شد و در نهایت سلب حق اقامه دعوی آن در سال ۱۹۲۲ انجام گرفت.
بعدها واردن‌کلیف پنجاه سال به عنوان کارگاه تولید لوازم عکاسی مورد استفاده قرار گرفت، به‌گونه‌ای که چندین ساختمان به بنای مرکزی آن اضافه شد و فضای اشغال‌شده‌اش به ۱۶ هکتار کاهش یافت.